# ایکس پلی
ایکس پلی (به انگلیسی: X-Play) (قبلاً با نام GameSpot TV و Extended Play) یک برنامه تلویزیونی درباره بازی‌های رایانه‌ای است، و در شبکه جی ۴ ایالات متحده، جی ۴ تچ در کانادا، فول تی‌وی در استرالیا، اگو در اسرائیل، GXT در ایتالیا، و Maxxxدر فیلیپین پخش می‌شود